# Argentometria
Argentometria – rodzaj precypitometrii (analizy strąceniowej), w której wykorzystuje się strącanie trudno rozpuszczalnych związków srebra.
Można ją wykonać dwiema metodami:
- metodą Mohra: odczynnikiem mianowanym jest roztwór azotanu srebra,
- metodą Volharda: odczynnikiem mianowanym jest roztwór tiocyjanianu amonu.

Produktem reakcji strącania jest odpowiednia sól srebra.
Metodami argentometrycznymi można oznaczać zawartość w roztworze anionów chlorkowych, bromkowych, jodkowych, rodankowych, fosforanowych, a także kationów srebra.